# Het Legioen van de Angst
Het Legioen van de Angst is het eerste deel van de fantasy-serie De Saga van de Demonenoorlog, geschreven door Raymond E. Feist. Deze serie gaat over de Taredhel, de sterrenelfen, die naar Midkemia vluchten in de hoop op een nieuw thuis. Maar het demonenleger is niet te stoppen. De oorspronkelijke titel van het boek is Rides a Dread Legion, en het werd uitgegeven in 2009.

## Samenvatting van het boek
Tien jaar zijn in relatieve vrede verstreken sinds de vernietiging van Kelewan. Maar nu staat een nieuw kwaad op het punt de vrede van Midkemia te bedreigen. In een laatste wanhopige poging om het voortbestaan van hun ras te garanderen, stuurt Undalyn, leider van de Taredhel, zijn begaafde magiërs eropuit om het verloren Thuis (Midkemia) te zoeken. Ondertussen leidt hij zelf de wanhopige verdediging tegen het almaar oprukkende Legioen van de Demonenkoning. Tegen alle verwachtingen in slagen de Sterrenelfen er in een doorgang naar het verloren Thuis te creëren en het volk is eindelijk weer thuis. Op Midkemia worden ze met argusogen bekeken door de Elfen, Dwergen en Mensen die niets op hebben met de arrogante indringers die menen de planeet te kunnen veroveren.
Onder de Taredhel zijn er ook die weten dat de werkelijke dreiging bij de Demonen ligt; zij komen al snel in contact met Puc en Tomas. Samen met de hulp van een demonenontbieder genaamd Amirantha, proberen zij er achter te komen of de Demonen ook Midkemia zullen binnendringen.
Ondertussen doet ook Sandrina, Ridder-Adamant van de Orde van Dala, onderzoek naar de Demonen. Als Puc iedereen verenigt roept hij ongewild problemen over het gezelschap af door twee oude geliefden te herenigen. Een aanval van de Demonen, opgezet door een duistere magiër kost het Conclaaf der Schaduwen veel meer dan hen lief is. 